# 大坎波 (米西奧內斯省)

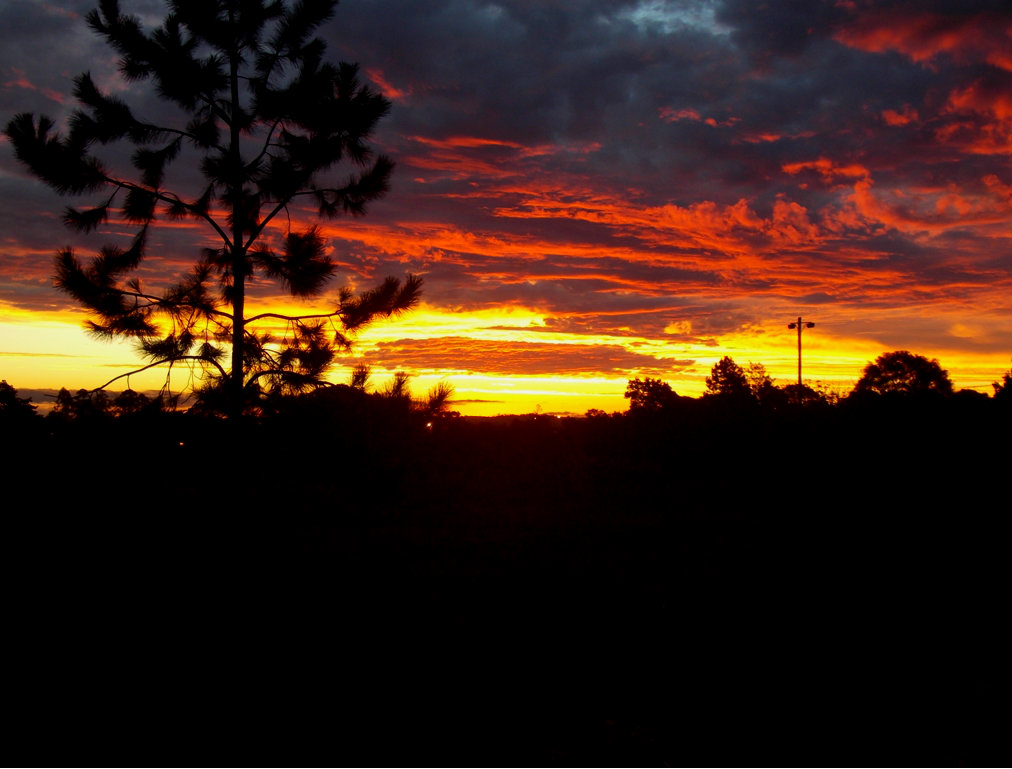
大坎波

27°13′S 54°58′W / 27.217°S 54.967°W
大坎波（西班牙語：Campo Grande），是阿根廷的城鎮，位於該國東北面米西奧內斯省，是凱恩瓜斯縣的首府，面積482平方公里，海拔高度428米，2001年人口5,293，人口密度每平方公里25人。 